# Josef Plíhal (starosta Kroměříže)
Josef Plíhal (7. června 1901 Chleby – 4. září 1998 Praha) byl podnikatel a komunistický politik.

## Životopis
Josef Plíhal se narodil v roce 1901 v Chlebích (tehdejší okres Poděbrady). Po absolvování Vysoké školy obchodní v Praze pracoval jako bankovní úředník a úředník továrny na pletené zboží. Od roku 1929 byl majitelem obchodu s pleteným zbožím v Kroměříži a spoluvlastníkem pletárny Ing. Josef a Ota Plíhal.
Plíhal se angažoval v místním šachovém oddíle, kde zastával post předsedy. V květnu 1938 remizoval v simultánní partii s mistrem světa Aljechinem, jenž sehrál v Kroměříži 37 partií s bilancí 29 vítězství, 6 remíz a 2 prohry. V červenci 1939 v další simultánní partii porazil mistra Jana Foltyse, jenž sehrál v Kroměříži 10 partií s bilanci 7 vítězství, 2 remíz a jedné prohry.
V rámci Akce Albrecht I. byl v září 1939 zatčen a několik měsíců vězněn v koncentračním táboře v Buchenwaldu. V této době zemřely Plíhalovy dvě děti.

## Politická kariéra
Za první republiky byl Plíhal členem Československé živnostensko-obchodnické strany středostavovské. Dne 21. listopadu 1938 se za tuto stranu účastnil ustavující schůze Strany národní jednoty v Kroměříži, kde byl zvolen jednatelem místní organizace SNJ.
V březnu 1939, po předchozím zbavení mandátů zastupitelů KSČ v důsledku úředního rozpuštění strany, byl okresním úřadem jmenován do kroměřížského zastupitelstva a zároveň se stal i radním města. Obou postů byl zbaven v únoru 1940.
V roce 1945 se stal členem KSČ. Po parlamentních volbách v roce 1946, kdy byl dosavadní předseda MNV Kroměříž Alexej Čepička zvolen poslancem, byl Plíhal zvolen novým předsedou MNV. V prosinci 1947 následoval Čepičku na ministerstvo vnitřního obchodu, kde zastával funkci přednosty Odboru VII - obhospodařování a Oddělení VII/3. Několik týdnů byl stále souběžně i předsedou MNV, byť se jednání orgánů města již neúčastnil. Na začátku února 1948 byla jeho nástupkyní zvolena Libuše Haišmanová.
Po přesunu Čepičky na ministerstvo spravedlnosti jej Plíhal následoval a stal se náměstkem předsedy Státního úřadu pro věci církevní. Po Čepičkově pádu v roce 1956 byl z tohoto postu odvolán. V roce 1961 odešel do důchodu. V roce 1986 obdržel k životnímu jubileu Pamětní medaili města Kroměříže. Zemřel v roce 1998 v Praze, kde žil od přesunu na ministerstvo vnitřního obchodu, a je pohřben na Vinohradském hřbitově.